# Fathollah Minbashian
Fathollah Minbashian, né le 7 août 1916 à Téhéran et mort le 5 juillet 2007 à Paris 16e, est un général d'armée iranien. Il servit dans l'armée de 1938 à 1972, et atteignit le grade de chef d'état-major de l'armée de Terre sous le règne de Mohammad Reza Pahlavi.

## Biographie

### Famille
Il descend d’une lignée de musiciens qui ont contribué à l’essor et au développement de la musique classique occidentale en Iran.
Son grand-père Gholam Reza Minbashian (1861-1935) (Salar Mo’azez) (wikipedia persan غلامرضا مین‌باشیان) est un pionnier dans l’histoire de la musique classique en Iran. Il est reconnu comme le premier Iranien à avoir reçu une éducation en musique classique, le premier à avoir étudié la musique à l’étranger, le premier dont les œuvres sont publiées en Europe, le premier à avoir créé l’enseignement de la musique classique en Iran ainsi que le premier orchestre à cordes. Il est, entre autres, l’auteur de la musique de l’hymne national de la révolution constitutionnaliste d’Iran intitulé État sublime d’Iran (Dowlat-e Elliye-ye Irān – دولت علیّه ایران).
Son père Nasrollah Minbashian (en) (1885-1938) rentre à treize ans au Conservatoire Rimski-Korsakov de Saint Pétersbourg pour une durée de sept années. De retour en Iran, il entre dans la Brigade cosaque persane et y restera jusqu’au grade de général de brigade. Il succède à son père à la direction de la musique militaire qu’il cumule avec la direction de l’École de musique. Il assurera ces directions jusqu’en 1935 tout en enseignant plusieurs instruments dont il avait la maîtrise : le piano, le violon, le violoncelle.
Son oncle Gholam Hossein (fa) (1907-1980) étudia au conservatoire Stern de Berlin et de Genève. À son retour en Iran en 1932, il intégra l’École militaire, prit la direction du conservatoire de musique en 1934, fonda et dirigea le premier orchestre symphonique d’Iran, l’orchestre « Baladieh ».

### Jeunesse et scolarité
Il fréquente l’École Zoroastrienne jusqu’à l’âge de 14 ans. Dans ses mémoires militaires (édités par l’Université de Harvard à la suite d'entretiens avec le docteur Ladjevardi, directeur de recherche du projet Persian Oral history), il raconte l’élan patriotique qui le pousse en 1930 à se porter volontaire au lycée militaire (Madrasseh Nezam), contre la volonté de son père. Il y restera jusqu’en 1936.
Depuis le lycée et pendant toute cette période il pratique le football, devient le premier gardien de but de l’équipe nationale « Tadj » pendant dix ans.

### Études supérieures aux États-Unis et en Iran
Il a 20 ans quand il entre à l’Académie militaire (Daneshgadeh Afsari) dans la même classe que Mohammad Reza Pahlavi. Il en sortira officier en 1938 le jour de la mort de son père.
Entre 1938 et 1940, il est aspirant puis sous-lieutenant, il commande l’École de formation des sous-officiers.
En 1944 il devient lieutenant, il se marie avec Farideh Shamsavari, passe le concours de l’École d’Infanterie de Fort Benning qu’il réussit. Il est capitaine quand il part aux États-Unis.
Au terme de ses études, il retourne en Iran, fait l’École de Guerre ; il en sort premier de sa promotion et obtient le grade de major.
Il retourne aux États-Unis en 1951 car les Américains l’ont qualifié pour rentrer à leur École de Guerre, le Command and General Staff College of the US Army à Forth Leavenworth, Kansas.
Il sortira premier de sa promotion et recevra plusieurs années plus tard le « United States Legion of Merit, Chief Commander » .

### Carrière militaire et faits d'armes
Une fois en Iran il consacre sa carrière à la construction d’une armée moderne. Selon le témoignage de nombreux officiers parus dans la revue Nima d'août 2008, dont le Général Fereydoun Jam (en), ex-chef d'Etat major du Shah, deux objectifs le guideront : la défense de l’Iran contre une invasion par l’Iraq et la construction d’une vie décente pour les soldats et sous-officiers de l’armée, issus de milieux modestes.
En 1954, il est colonel nommé à la tête de l’Académie militaire où il développe de nouvelles méthodes d’enseignement, notamment en matière de « management par motivation ». Il restructure l’Académie et la discipline des étudiants, puis, devenu général de brigade en 1958, il commande la Première Brigade de Téhéran. De nombreux témoignages d’officiers sont publiés dans la revue Nima n°158 d'août 2007 et relatent sa contribution à la modernisation de l’armée de terre.
En 1961, il est nommé commandant de l’Armée de Mashad avec le grade de général de division. Il est donc stationné dans la ville sainte de Mashad lorsqu’éclatent les émeutes de juin 1963. Selon un article de Wikipedia (Émeutes de juin 1963 en Iran)[source insuffisante]: « Les protestations visaient le programme réformateur de la Révolution Blanche du Shah Mohammad Reza Pahlavi, en particulier la suppression de la féodalité dans le cadre d'une réforme agraire et l'introduction du droit de vote des femmes. » Dans la seconde partie de son entretien avec le Dr Lajevardi, section 35, Fathollah Minbashian fait le récit de l’arrestation de l’Ayathollah Qomi, responsable des troubles à Mashad. D’après ce récit il reçoit l’ordre de l’arrêter et de l’envoyer à Téhéran. Il raconte comment cette arrestation se fera sous son commandement « sans la moindre effusion de sang, sans le moindre déploiement de force et d’action militaire ».
En 1965, il devient général de corps d’armée, commandant de la Troisième Armée de Fars. Convoqué par le Shah, il a pour mission d’apporter le soutien logistique de l’armée à la Gendarmerie dans l’arrestation de Bahman Gashgai. Celui-ci a pris la tête de la rébellion des tribus de Fars contre la Réforme agraire du Shah. Il est accusé d’avoir tué huit gendarmes. Selon ses propres dires, Minbashian préconise l’application des méthodes de lutte antiguérilla par le biais de ce qu’il appelle « l’action civique militaire ». Dans la section 38 de ses mémoires, il relate le contexte de cette arrestation et la stratégie mise en place afin que les rebelles déposent les armes et se rendent de leur propre volonté. Cette stratégie consiste, d’une part, à couper les rebelles de leurs sources de ravitaillement et, d’autre part, à mener des actions civiques auprès des populations tribales pour améliorer leurs conditions de vie et les amener à se désolidariser des rebelles. C’est ainsi que Bahman Gashgai, après des tractations avec Asadollah Alam, ministre de la Cour du Shah, se rend à celui-ci contre la promesse faite par Alam d’avoir la vie sauve. Alam l’accompagne à Téhéran. Plus tard, il le remet à la Gendarmerie qui le juge et l’exécute pour le meurtre des huit gendarmes. Un des cousins de Bahman Gashgai, son compagnon d’armes, Iraj Kashkouli raconte leur saga dans ses mémoires en persan. Il dit « soupçonner » Minbashian d’avoir eu un rôle dans cette exécution. Ce dernier dément et confirme que l’armée dont il a le commandement n’a joué aucun rôle dans cette exécution, sa mission ayant été d’apporter une assistance logistique à la Gendarmerie seul acteur du terrain. Il précise (section 44 de ses mémoires) que durant toute sa carrière militaire aucune de ses missions n’a « donné lieu à la moindre effusion de sang ».

### Arvandrud
En avril 1969, alors qu’il est commandant en chef de l’Armée de terre, il est missionné dans le conflit qui oppose l’Iran à l’Irak et dont une issue malheureuse peut mettre le feu à la poudrière de toute la région, comme l’histoire l’a montré par la suite. L’Opération Arvandrud (en) est une opération conjointe des trois corps d’armée, la Marine, l’Aviation et l’Armée de terre sous le commandement de Fathollah Minbashian. Celui-ci raconte les minutes de cette opération dans ses mémoires militaires dans la section 46 de ses mémoires.
Le conflit prend source dans la décision de Mohammad Reza Shah de ne plus payer de péages à l’Irak pour l’utilisation de Arvand Rud vers le Golfe persique et l’accès à l’océan des navires iraniens selon un traité établi en 1937 sous l’influence de la Grande-Bretagne en faveur de l’Irak. Ce fleuve trace une frontière de 200 km entre les deux pays et sa largeur varie entre 200 et 800 mètres. Les villes iraniennes d’Abadan et de Khorramshahr (installations pétrolières) et la ville irakienne de Bassorah sont situées le long de ce fleuve.
L’Irak revendique la souveraineté du fleuve Arvand Rud (nommé en arabe : Chatt-el-Arab) et menace de bloquer le passage des navires qui ne battent pas pavillon irakien.
Minbashian organise une démonstration de force militaire pour intimider les Irakiens. Il survole personnellement en hélicoptère le fleuve et entre sur le territoire irakien au péril de sa vie, pour montrer qu’il ne reculera devant rien. Il menace les forces irakiennes massées le long du fleuve de représailles s’ils ouvrent le feu.
Ainsi, le 22 avril 1969, le navire marchand iranien Ebn- e -Sina portant le drapeau iranien, escorté de deux navires de guerre de la Marine Impériale conduits par le Capitaine de vaisseau Ataï et d’un escadron de F4 Phantom de l’Aviation Impériale sous les ordres du Général Jahanbani (un pilote hors norme de l’armée de l’air iranien) traverse durant six heures le fleuve vers le Golfe persique sans que les forces irakiennes répondent.
Le traité de 1937 est ainsi abrogé et l’Iran prend le contrôle de l’Arvand Rud.

### Retraite forcée
En 1971, c’est par la presse que Fathollah Minbashian apprend sa mise à la retraite d’office alors qu’il est le Commandant en chef de l’Armée de Terre.
Cette décision du Shah d’Iran a été diversement commentée, elle s’expliquerait par la conjonction de trois facteurs :
Le premier facteur est une analyse documentée faite par Alidad Mafinezam and Aria Mehrabi dans Iran and its place among nations où les auteurs expliquent qu’une des faiblesses du Shah d’Iran était son sentiment d’insécurité personnelle et son incapacité à déléguer des responsabilités, notamment militaires, aux hauts dignitaires de son armée. Le fait de s’être débarrassé des trois piliers qui constituaient l’ossature de son régime, le Général Minbashian (commandant en chef de l’armée de terre), le Général Jam (chef d’État major) et l’accident qui a coûté la vie au Général Khatami (chef des forces aériennes) dans la décade qui a précédé la révolution de 1979, est, selon ces auteurs, un facteur décisif de la chute du régime. Ces trois généraux sont des militaires professionnels, hautement éduqués et expérimentés, de véritables patriotes qui ont une haute opinion de leur rôle et refusent d’être des pantins ou des valets. Le Shah jalousait leur popularité et enviait leur compétence : « one of the the Shah’s key weaknesses was his abiding envy toward eminence in others, even among his military’s top brass, who constituted the backbone of his regime ».
Le second facteur de la disgrâce de Fathollah Minbashian était sa constante préoccupation et son insistance auprès du Shah pour la construction d’une vie décente pour les soldats et les sous-officiers de l’armée, issus de milieux pauvres. Divers commentateurs dont le ministre de la Cour du Shah Assadollah Alam, ont rapporté une dispute durant l’hiver 1973 entre Jamshid Amouzegar, ministre des Finances, et Fathollah Minbashian concernant le budget de l’armée et notamment la possibilité de créer un fonds pour envoyer dans des hôpitaux occidentaux les officiers pour lesquels il n’y a pas de soins possibles en Iran. À ce propos Minbashian aurait dit que ce qu’il demandait n’était qu’une goutte dans l’océan comparée aux dépenses fastueuses de la princesse Ashraf (sœur jumelle influente du Shah).
Le troisième facteur, le plus important, est son opposition au fatalisme des « contrats de vente liée » imposés par les vendeurs d’armes occidentaux. Sur ce sujet, Minbashian relate avec précision (section 59 des mémoires) une altercation avec le chef d’État-major britannique trois jours avant sa mise à pied, concernant l’achat par l’armée iranienne de chars Chieftain et la perte de 60 millions de livres qu’il fait subir aux Britanniques sur leur non-respect de la maintenance des engins comme cela a été stipulé dans le contrat de vente.
Il dira plus tard et à de nombreuses occasions comment il a été congédié par le Shah pour son professionnalisme, son franc parler et aussi sous la pression des Britanniques dont il menaçait les transactions d’armes et les intérêts économiques en Iran.

### Activités sportives et culturelles

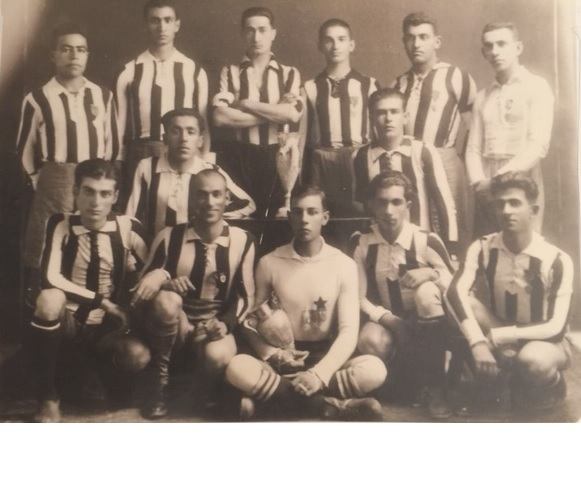

En plus du football qu’il avait pratiqué dans sa jeunesse de manière professionnelle étant le gardien de but de l’équipe d'Iran de football, qui bat le British Army XI Football Team 1-0 en novembre 1942, Fathollah Minbashian pratiquait de nombreux sports dont la natation, l’équitation, le tennis et le ski. Pour ce dernier, il avait même publié dans les années 1960, un guide autodidacte de ski Khod amouze eski comportant de nombreux schémas.

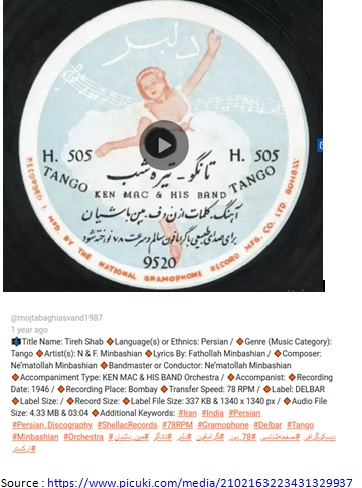

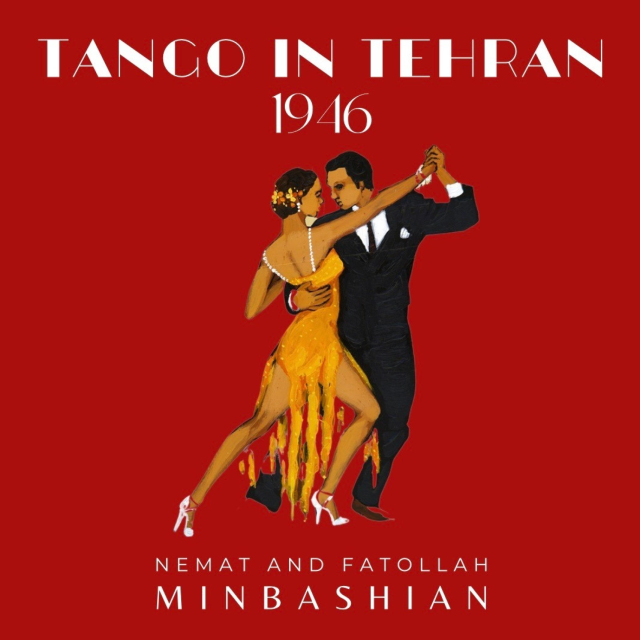
"Tango in Tehran" (Fathollah et Nemat Minbashian)

Comme ses deux frères Nemat et Ezatollah (qui changea son nom en Mehrdad Pahlbod (en) il était épris de musique . Violoniste et poète amateur, il était également cinéphile. Il se passionna pour les films de Norman Wisdom et de Fernandel dont il fit le doublage en persan. Il écrivit les premiers tangos iraniens et les fit enregistrer sous forme de disques vinyle avec son frère Nemat. Quelques-uns de ses poèmes ont été repris, mis en musique et chantés par son neveu Sepehr et sa sœur Anvar. Ces tangos ont été édités sur youtube, Spotify et Apple music en 2022 par Dara Minbashian, fils de Nemat, lui-même compositeur.
Il organisa le défilé militaire des fêtes des 2 500 ans de la fondation de l’Empire Perse avec son frère Mehrdad, alors Ministre de la culture. Ce défilé reprenait les costumes et instruments de musique de l’armée achéménide de Cyrus le Grand.

### Les années d'exil
Il quitta l’Iran en 1972 après sa disgrâce à l’âge de 55 ans et s’installa en France. Il refusa les offres compensatoires du Shah comme ambassadeur ainsi que toute autre activité professionnelle privée.
En 1981, lors de l’invasion de l’Iran par l’Iraq, il envoya un télégramme au chef des forces armées iraniennes pour lui offrir ses services, prétendant connaitre par cœur chaque centimètre de la frontière entre les deux pays et ayant prévu et établi des plans pour contrer une éventuelle invasion par l’Iraq. La République islamique de l’Iran lui fit sa réponse en publiant dans le journal Mizan du 13 novembre 1980 (22 Aban 1359 du calendrier persan) une « convocation du Tribunal Révolutionnaire à se présenter à la prison d’Evin pour répondre à l’accusation d’avoir œuvré pour la perte des richesses du pays au profit de l’Étranger ». Ce motif est exactement le motif contraire à celui pour lequel il avait été congédié par le Shah : celui de s’être élevé contre les intérêts étrangers en Iran.
Il fut victime d’une embolie pulmonaire suivie quelques années plus tard d’une hémiplégie qui le condamna à garder la chambre pendant 15 ans. Sa mort survint le 7 juillet 2007. Il est enterré au Cimetière du Montparnasse à Paris.